# Lago Koocanusa
O Lago Koocanusa é um lago artificial localizado no sul da província da Colúmbia Britânica (Canadá) e norte do estado de Montana, Estados Unidos, que resultou da construção da barragem Libby no rio Kootenay em 1975.
A albufeira estende-se para norte na barragem, prolongando-se por 77 km até à fronteira Canadá-Estados Unidos e ainda 68 km pelo interior da Colúmbia Britânica. O lago retém 13% da água do sistema hidrográfico do rio Columbia. A localidade de Rexford teve de ser deslocada para a construção da barragem.
O nome "Koocanusa" foi atribuído em concurso e provém das três primeiras letras das palavras do nome do rio Kootenay (ou Kootenai), Canadá, e USA (Estados Unidos). O projeto da albufeira é conjunto dos dois estados.

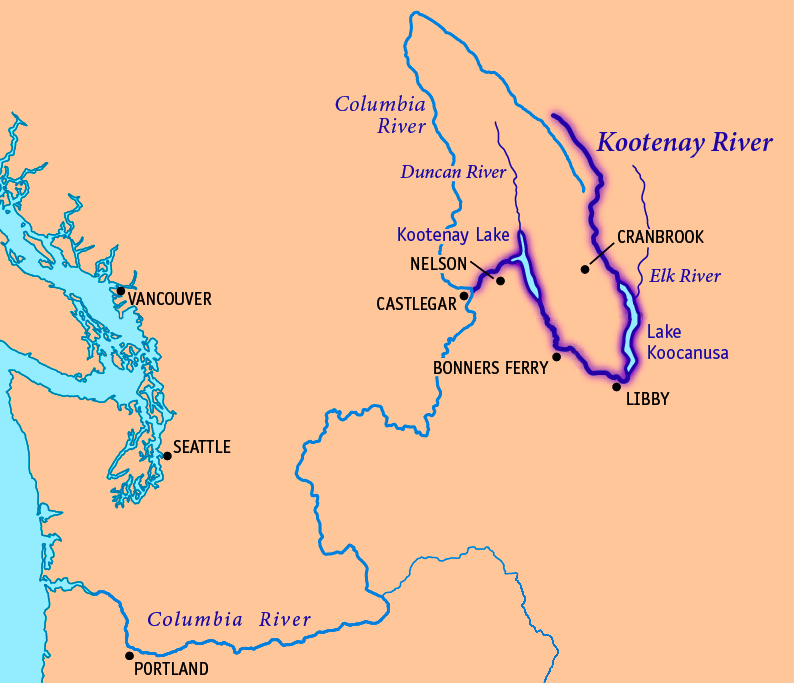
Mapa do rio Kootenay